# Scoliopteryx flavoinspersa
Scoliopteryx flavoinspersa är en fjärilsart som beskrevs av Barend J. Lempke 1966. Scoliopteryx flavoinspersa ingår i släktet Scoliopteryx och familjen nattflyn. Inga underarter finns listade.